# Skal (Nederland)

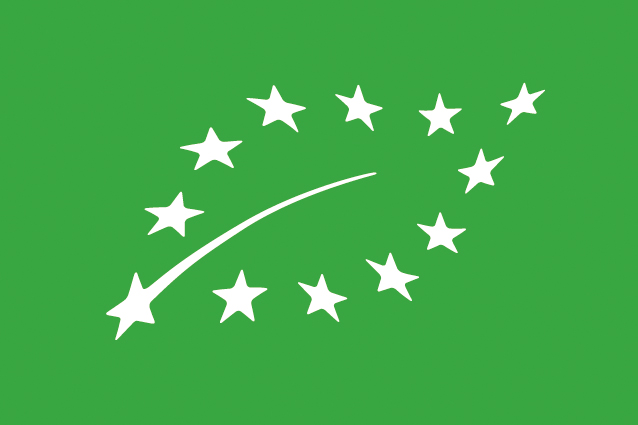
het verplichte Europees keurmerk voor biologische landbouw.

Stichting Skal Biocontrole is een zelfstandig bestuursorgaan dat toezicht houdt op de biologische productie in Nederland. Skal is daartoe aangewezen door het Ministerie van Landbouw, Natuur en Voedselkwaliteit. Eind 2011 stonden ca. 3400 bedrijven onder toezicht van Skal: ruim 1600 landbouwbedrijven en 1800 levensmiddelenfabrikanten, importeurs, handels- en opslagbedrijven.
Skal werd in 1985 opgericht onder de naam S.E.C. (Stichting Ekomerk Controle) en opereert onder de naam Skal tot 1992, het jaar waarin de overheid Skal aanwijst om de Europese regelgeving uit te voeren en daar toezicht op te houden. Dat is ook het moment dat de stichting haar naam wijzigt in Skal Biocontrole: toezichthouder op biologische productie. Het kantoor is gevestigd te Zwolle.
Het toezicht van Skal bestaat uit inspecties ter plekke van bedrijf en administratie, monsternames ter analyse, beoordeling leidend tot certificering dan wel het opleggen van sancties in geval van overtreding.